# Loutraki-Agioi Theodoroi
Loutraki-Agioi Theodoroi (Grieks: Λουτράκι-Άγιοι Θεόδωροι) is sedert 2011 een fusiegemeente (dimos) in de Griekse bestuurlijke regio (periferia) Peloponnesos.
De twee deelgemeenten (dimotiki enotita) van de fusiegemeente zijn:
- Agioi Theodoroi (Άγιοι Θεόδωροι)
- Loutraki-Perachora (Λουτράκι-Περαχώρα), met zijn buurtschap Perachora